# Пепелище
 Тази статия е за селото в България.  За селото в Северна Македония вижте Пепелище (община Неготино).  За селото в Егейска Македония, Гърция, със старо име Пепелища или Пипилища вижте Намата (дем Горуша).
Пепелище е село в Южна България. То се намира в община Кърджали, област Кърджали.

## География
Село Пепелище се намира в планински район.

## Население
Численост и дял на етническите групи според преброяването на населението през 2011 г.:
|                     | Численост | Дял (в %) |
| Общо                | 270       | 100,00    |
| Българи             | 0         | 0,00      |
| Турци               | 269       | 99,62     |
| Цигани              | 0         | 0,00      |
| Други               | 0         | 0,00      |
| Не се самоопределят | 0         | 0,00      |
| Неотговорили        | 0         | 0,00      |